# Hänge-Buchen im Helfenberger Park

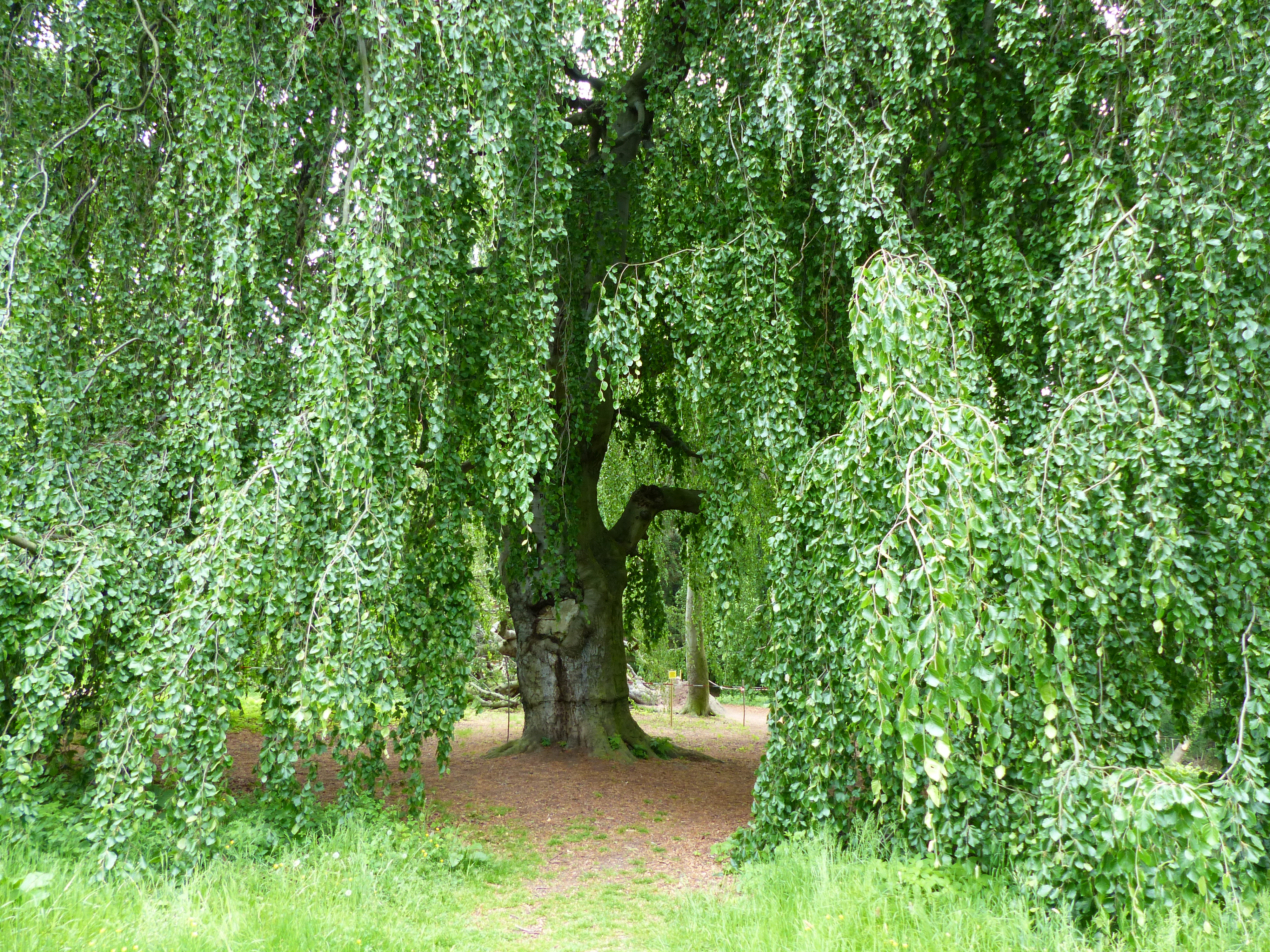
Die kleinere der beiden Hänge-Buchen im Helfenberger Park, Mai 2015

Die Hänge-Buchen im Helfenberger Park sind ein Naturdenkmal (ND 78) im Park von Schloss Helfenberg im Schönfelder Hochland im Osten der sächsischen Landeshauptstadt Dresden. Die stärkere der beiden Hänge-Buchen (Fagus sylvatica f. pendula), eine Zierform der Rotbuche (Fagus sylvatica), ist bei einem Sturm entwurzelt worden. Ihr Totholz dient als Lebensraum für eine Vielzahl von Tierarten.
Mit einer Höhe von etwa 20 Metern und einem Kronendurchmesser von etwa 25 Metern handelt(e) es sich um „die größten, knorrigsten Hängebuchen des Gebietes.“ Die Angaben zu den Stammumfängen variieren, das Grünflächenamt der Stadt Dresden vermeldet ohne Stand 3,90 m und 4,35 m, Baumkunde.de vermeldet für das Jahr 2018 einen Brusthöhenumfang von 4,7 m beim kleineren Exemplar.

## Geschichte
Mitunter heißt es, die Buchen seien 300 Jahre alt, wahrscheinlicher ist eine Pflanzung zur Zeit der Umgestaltung des Parks (1806–1811) unter James Ogilvy, 7. Earl of Findlater. In einer städtischen Veröffentlichung aus dem Jahr 2008 wurde das Alter der Buchen auf ca. 180 Jahre geschätzt, somit auf die Zeit nach der Parkumgestaltung. Unbestreitbar ist die durch das Aufpfropfen auf eine Buche herausgebildete, charakteristischen Wulst am Stamm beider Bäume, was eine natürlich gewachsene Pendulaform ausschließt.
Die Abteilung für Landwirtschaft im Kreis Dresden hatte in der zweiten Hälfte der 1950er Jahre eine Liste von schützenswerten Naturobjekten erarbeitet. Am 23. Januar 1958 beschloss der Rat des Kreises Dresden, der Registrierung der vorgeschlagenen Objekte zuzustimmen. Aus der Gemeinde Rockau, zu der Helfenberg damals gehörte, wurden die beiden Buchen im Helfenberger Park unter Schutz gestellt. Zu den weiteren unter Schutz gestellten Bäumen gehört der nahegelegene, etwa 1,3 Kilometer Luftlinie in nordnordwestlicher Richtung stehende Berg-Ahorn am Wachwitzgrund.
Bei der kleineren Hänge-Buche ist 1985 eine Öffnung in 1,5 Metern Höhe zum Schutz des Baums mit Beton ausgefüllt worden. In 2,6 Metern ist zwischenzeitlich ein größerer Astabbruch aufgetreten.
Am 31. März 2015 ist die größere und imposantere der beiden Hänge-Buchen durch das Sturmtief Niklas entwurzelt worden. Ihr Totholz bleibt vor Ort als Lebensraum erhalten, zudem erfolgte eine Nachpflanzung im Wurzelbereich des Baums.